# Ukrainer in Deutschland

Regionale Verteilung der ukrainischen Staatsbürger 2022

Die Ukrainer in Deutschland stellten im Oktober 2023 mit rund 1,15 Millionen ukrainischen Staatsbürgern die zweitgrößte ausländische Bevölkerungsgruppe in Deutschland. 2022 hatte sich die Zahl der Ukrainer in Deutschland in Folge des russischen Angriffskriegs auf 1,02 Millionen Menschen mehr als versiebenfacht. Sie haben seit Jahrzehnten zahlreiche Institutionen und Organisationen gebildet, wie die Zentralvereinigung von Ukrainern in Deutschland und die Vereinigung der Ukrainischen Diaspora in Deutschland.

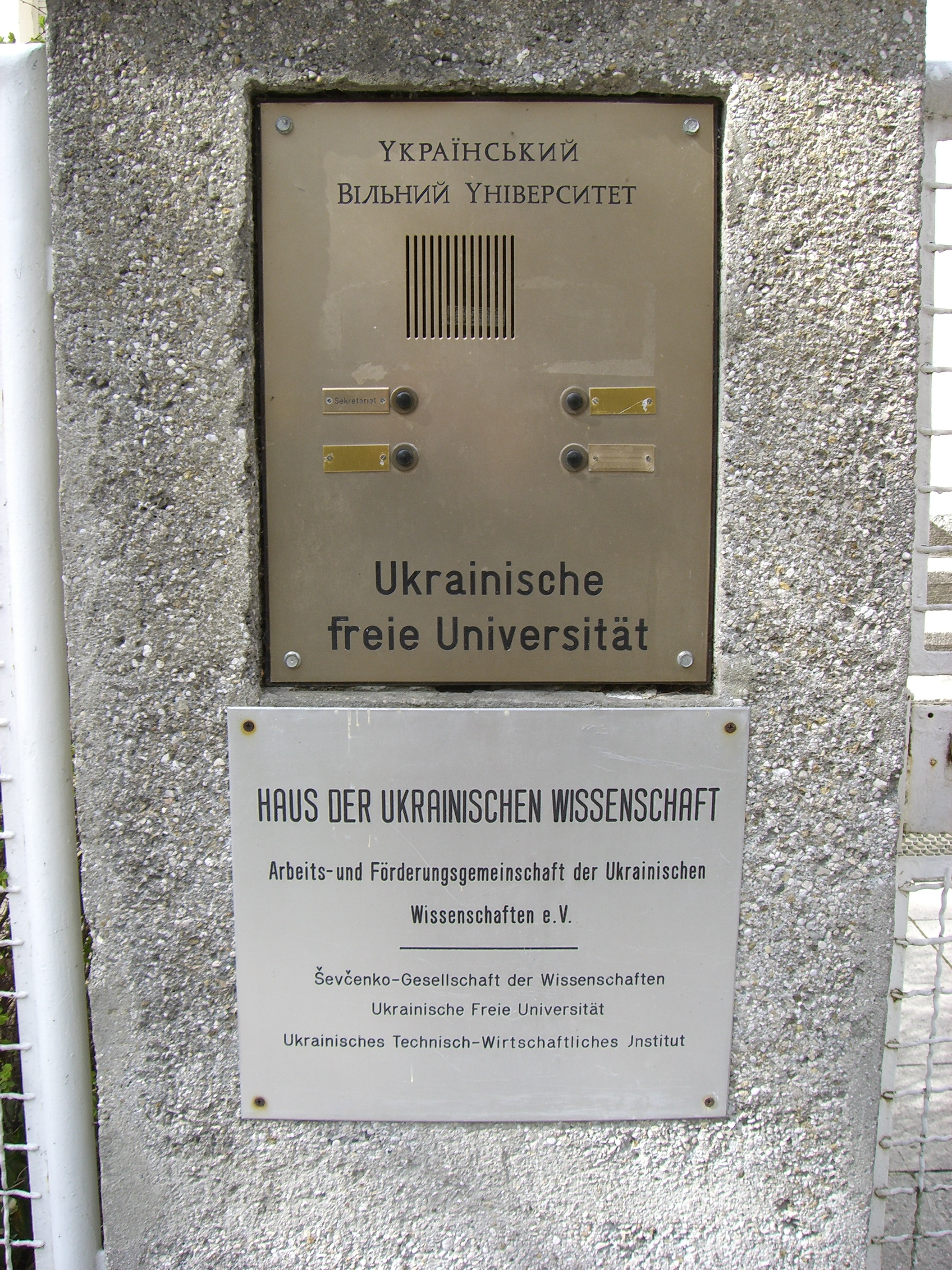
Schild der Ukrainischen Freien Universität München

Die meisten Ukrainer leben in Berlin, München, der Region Hannover, Nürnberg und Hamburg. Weitere bedeutende Gemeinden finden sich in Köln, Düsseldorf, Dortmund, Frankfurt am Main und Leipzig. Die Ukrainer sind prozentual besonders in den Flächenländern Mecklenburg-Vorpommern und Bayern sowie in Großstädten mit bedeutenden Diaspora-Gemeinden vertreten.
Neben Deutsch beherrschen die meisten in Deutschland lebenden Ukrainer Ukrainisch und Russisch. Viele von ihnen gehören der 2018 wiederhergestellten  ukrainisch-orthodoxen Landeskirche an, daneben gibt es russisch-orthodoxe und römisch-katholische ukrainische Christen sowie jüdische Ukrainer in Deutschland.
Nach dem russischen Überfall auf die Ukraine 2022 sind zahlreiche Ukrainer aus ihrem Heimatland geflohen. Mehr als 1,1 Millionen ukrainische Staatsbürger suchten in Deutschland Schutz und damit mehr als in jedem anderen Land. Die Ukrainer in Deutschland wurden infolge des Krieges zur zweitgrößten ausländischen Bevölkerungsgruppe nach den Türken in Deutschland. Ihr Anteil an der Gesamtbevölkerung lag im Oktober 2023 bei 1,4 %. Unter allen in Deutschland lebenden Ausländern machten die Ukrainer zum Ende des Jahres 2023 einen Anteil von 8,9 % aus.

## Geschichte

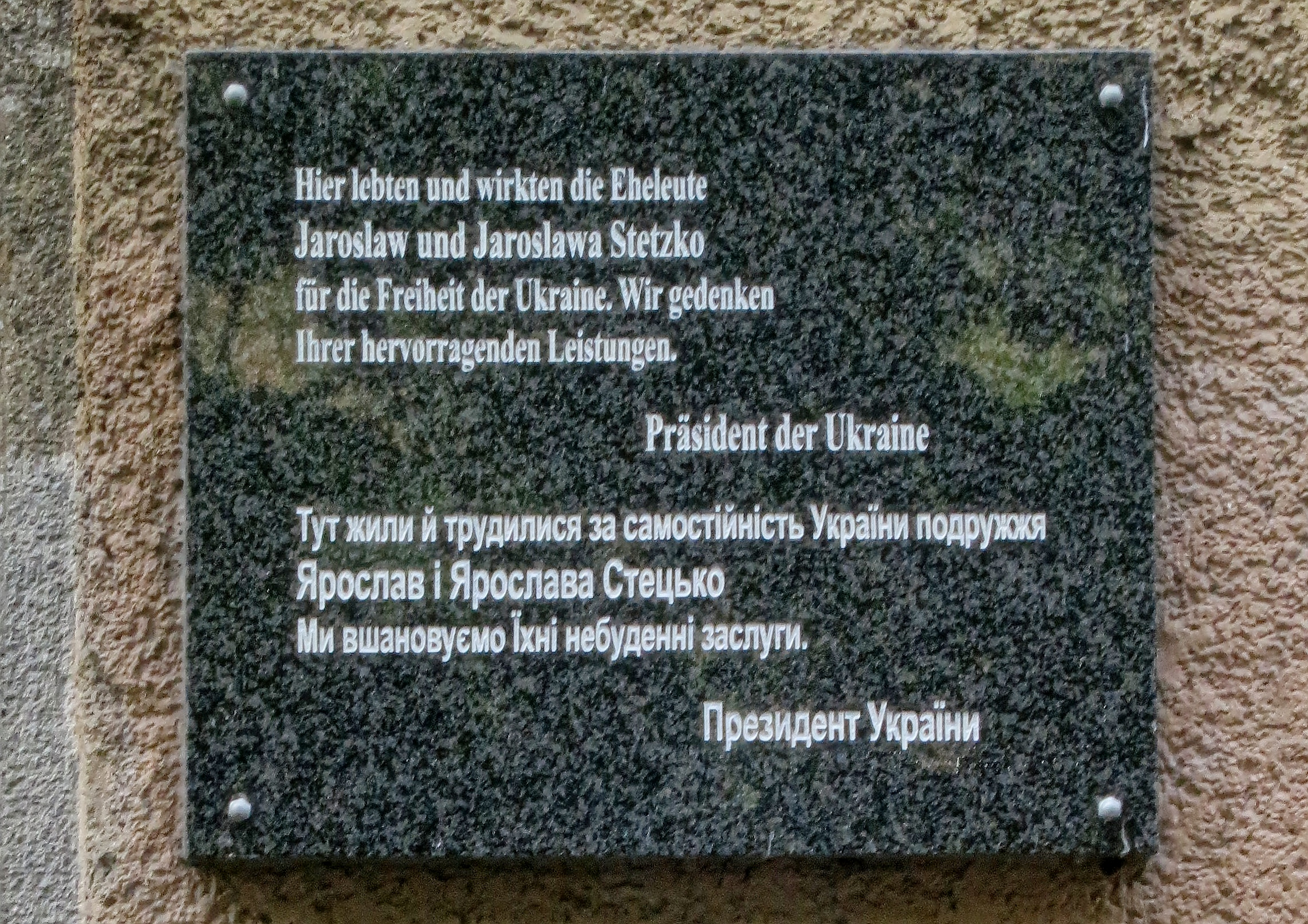
Gedenktafel an der Zeppelinstraße 67 in München für Jaroslaw und Jaroslawa Stezko. Hier befand sich auch das Verlagshaus der OUN.

Die erste nennenswerte Migrationswelle von Ukrainern nach Deutschland fand im letzten Viertel des 19. Jahrhunderts statt und ist auf die sozialen und ökonomischen Missstände zurückzuführen. Während der beiden Weltkriege standen ebenfalls wirtschaftliche sowie politische Gründe im Vordergrund. Im Zweiten Weltkrieg, sowie in der Nachkriegszeit, waren die Migrationsmotive fast ausschließlich politisch motiviert. Insbesondere Personen, welche vor Repressionen der Sowjetunion flohen, wurden in Deutschland aufgenommen. Dazu gehören ebenfalls Angehörige der Organisation Ukrainischer Nationalisten (OUN).
Die ausländischen Einheiten der OUN (Zakordonni Chastyny OUN; Закордонні Частини ОУН) begannen ab 1945, ihr Zentrum in München aufzubauen. Zunächst zogen die Einheiten der OUN in das Gebäude Dachauer Straße 9, später in die Lindwurmstraße 205. 1954 wurde im Haus Zeppelinstraße 67 das neue Büro eröffnet, wo ein Verlagshaus im Untergeschoss gegründet wurde, in dem unter anderem die Zeitung Schljach Peramohi gedruckt wurde. Im selben Haus wohnten die Exilpolitiker Jaroslaw und Jaroslawa Stezko. Im Jahr 2010 wurde auf Veranlassung des ukrainischen Präsidenten Wiktor Juschtschenko eine Gedenktafel am Haus angebracht. Bis heute residiert in dem Gebäude das Ukrainische Institut für Bildungspolitik e.V.
Weitere Zentren der ukrainischen Emigration in München sind die Ukrainische Freie Universität München, die Kathedrale Maria Schutz und St. Andreas oder die Orthodoxe St. Petrus und Pauluskirche. Zudem sind auf dem Waldfriedhof zahlreiche ukrainische historische Persönlichkeiten beigesetzt.
Seit Anfang der 1990er Jahre kam es zu einem Zustrom an Ukrainern, die in Europa oft unter prekären Verhältnissen arbeiteten, um ihre Familie in der Heimat zu versorgen. Anders als in Polen, Ungarn und Tschechien, wo sich die Lebensverhältnisse nach dem Ende des Kommunismus bald zu verbessern begannen, schrumpfte die Bevölkerung in der Ukraine deutlich und die Lebenserwartung nahm ab. Auch im Gefolge der Einwanderung deutschstämmiger Aussiedler und Spätaussiedler aus der ehemaligen Sowjetunion kamen Ukrainer nach Deutschland, da einige Spätaussiedler ihre russischen, kasachischen oder auch ukrainischen Ehepartner in die Bundesrepublik brachten. Außerdem kamen Ukrainer als jüdische Kontingentflüchtlinge nach Deutschland.
Nach dem russischen Überfall auf die Ukraine am 24. Februar 2022 trafen die Bundesländer Vorkehrungen für die Aufnahme von Flüchtlingen aus der Ukraine. Die Deutsche Bahn ermöglichte ab dem 27. Februar 2022 Menschen mit ukrainischem Pass die kostenlose Reise aus Polen nach Deutschland und setzte Sonderzüge ein.
Durch die Aktivierung der Massenzustrom-Richtlinie wurde Flüchtlingen aus der Ukraine zunächst die Möglichkeit zugestanden, im Falle der Bedürftigkeit Bürgergeld zu beziehen. Im Koalitionsvertrag von 2025 wurde jedoch die Übereinkunft festgeschrieben, nach dem 1. April 2025 neu angekommenen Flüchtlingen mit Aufenthaltsrecht nach  dieser Richtlinie nur noch einen Anspruch auf Asylbewerberleistungen (und somit nicht mehr auf Bürgergeld) zu gewähren.

## Persönlichkeiten

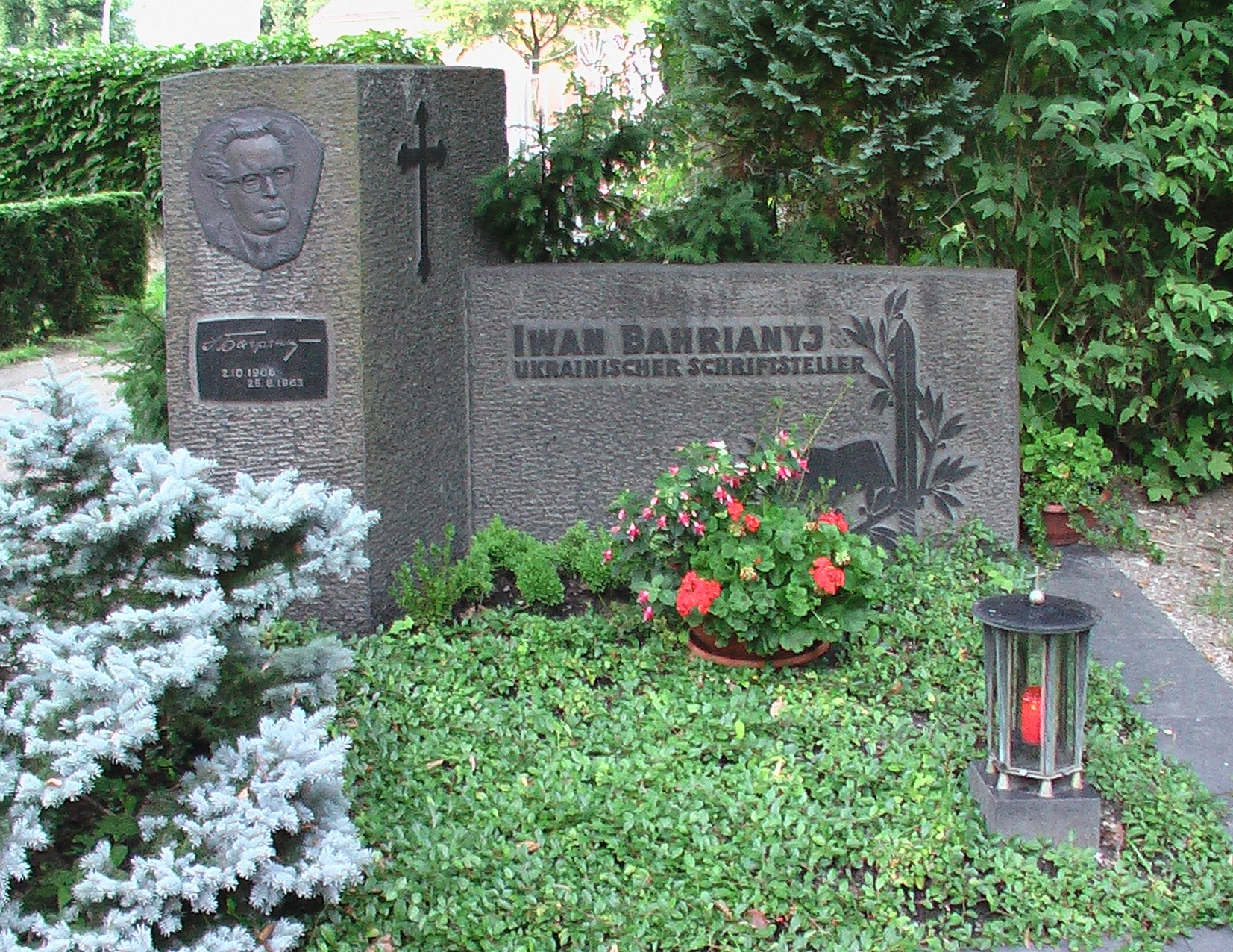
Grabstätte von Iwan Bahrjanyj in Neu-Ulm

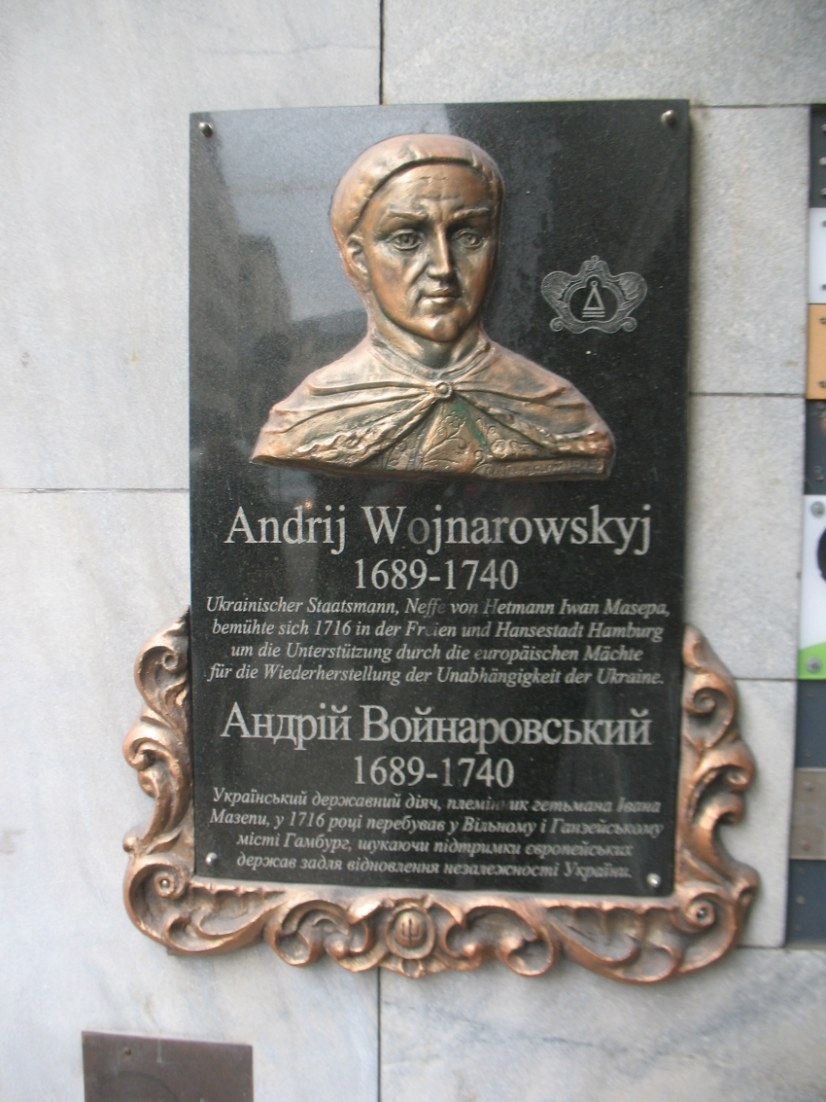
Gedenktafel für Andrij Wojnarowskyj in Hamburg, Große Johannisstraße 13

- Iwan Bahrjanyj (1907–1963), Schriftsteller und Exilpolitiker, lebte ab 1945 in der Bundesrepublik
- Stepan Bandera (1909–1959), ukrainischer Nationalist, lebte ab 1946 in Deutschland
- Xenia Desni (1897–1962), Schauspielerin
- Dmytro Doroschenko (1882–1951), Historiker und Politiker
- Anna-Halja Horbatsch (1924–2011), Literaturwissenschaftlerin, Übersetzerin, Bürgerrechtsaktivistin und Verlegerin, lebte ab 1940 in Deutschland
- Mykola Kapustjanskyj (1879–1969), General
- Jurij Klen (1891–1947), Schriftstellers, Übersetzers, Literaturwissenschaftlers
- Platon Kornyljak (1920–2000), Priester
- Ihor Kostezkyj (1913–1983), Schriftsteller, Dramatiker, Übersetzer, Literaturkritiker und Verleger
- Andrij Melnyk (1890–1964), Offizier und Politiker
- Wsewolod Petriw (1883–1948), Militärführer und Politiker
- Jewhen Petruschewytsch (1863–1940), Rechtsanwalt und Politiker
- Natalija Polonska-Wassylenko (1884–1973), Historikerin
- Mykola Porsch (1879–1944), Ökonom, Jurist, Publizist, Diplomat und Politiker
- Jelisaweta Skoropadska (1899–1976), Bildhauerin und Politikerin
- Pawlo Skoropadskyj (1873–1945), General und Politiker, lebte ab 1919 in Deutschland
- Jaroslaw Stezko (1912–1986), Exilpolitiker, lebte ab seiner Verhaftung 1942 in Deutschland
- Jaroslawa Stezko (1920–2003), Politikerin, lebte bis 1991 in Deutschland
- Dmitrij Tschižewskij (1894–1977), Slawist, Philosoph und Kulturwissenschaftler russisch-ukrainischer Herkunft
- Marina Weisband (* 1987, vor der Emigration Marina Onufriyenko), Politikerin und Publizistin, lebt seit 1994 in Deutschland
- Andrij Wojnarowskyj (1689–1740), Jessaul der Saporoger Kosakenarmee, ein Kämpfer für die Unabhängigkeit der Ukraine